# Страны «оси» и их союзники
Страны «о́си» (нем. Achsenmächte; яп. 枢軸国 су: дзику-коку; итал. potenze dell'Asse; по термину «ось Берлин — Рим», а позднее «ось Берлин — Рим — Токио»), также условно известные как германская коалиция, гитлеровская коалиция, нацистский блок, — агрессивный военный и экономический союз Германии, Италии, Японии и других государств, которому противостояли во время Второй мировой войны страны антигитлеровской коалиции.

## История образования

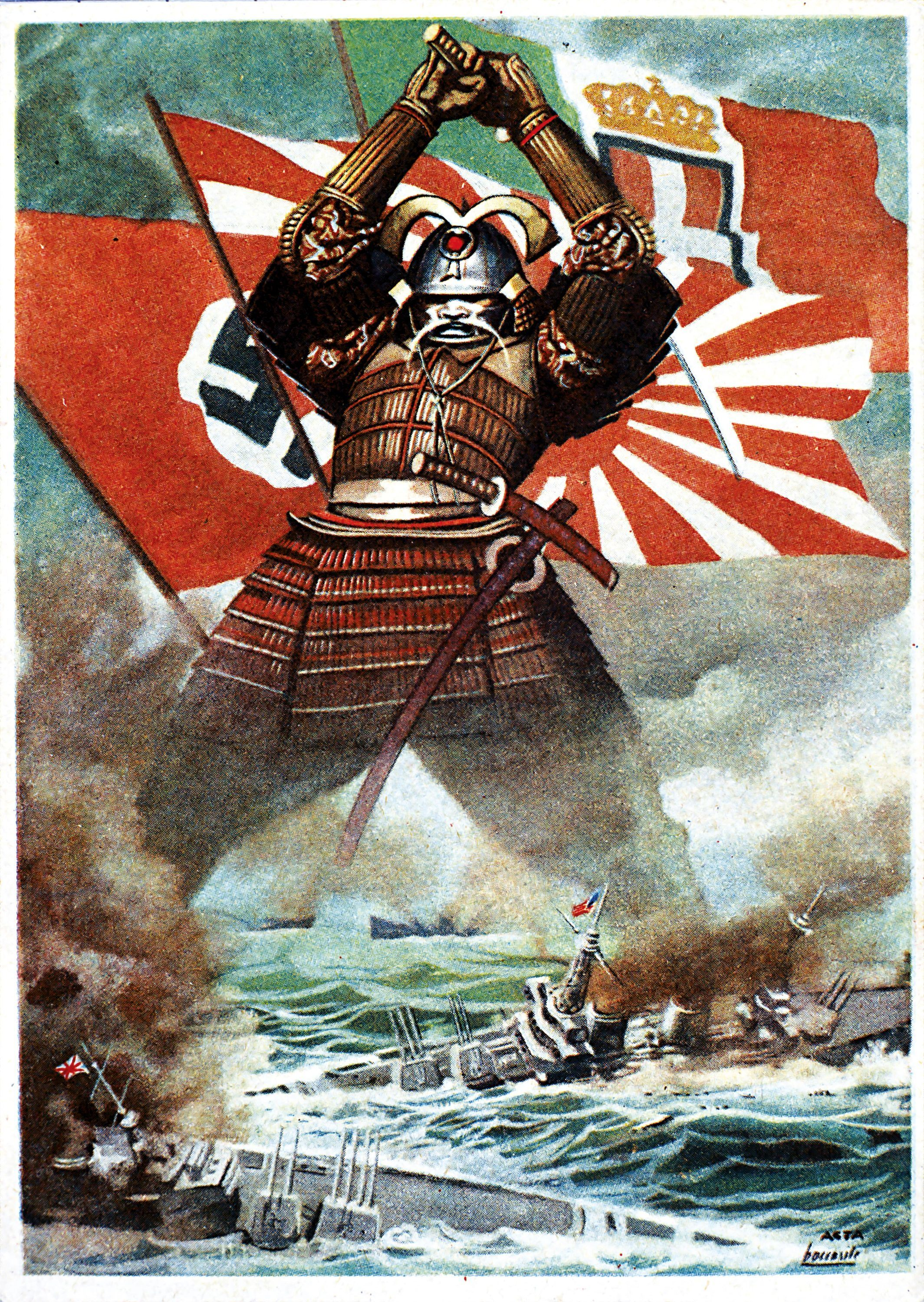
Пропагандистский плакат, изображающий самурая на фоне флагов стран «оси», топящего британские и американские корабли. Около 1941

Военно-политический блок стран «оси» был основан тремя государствами: Германией, Италией и Японией, составившими ядро блока. Каждая из этих стран пришла в блок по разным причинам, но по единым прошедшим событиям Первой мировой войны и событиям последующих десятилетий.

### Германия
Потерпела поражение в Первой мировой войне. Лишилась ряда своих европейских территорий и утратила все заморские колонии в Азии и Африке, лишилась статуса империи. Должна была выплачивать странам-победителям гигантские репарации. В немецком обществе, сразу после окончания войны, возникли настроения реванша, крайнего национализма и милитаризма, нашедшие поддержку в военных и промышленных кругах Германии. Мировой экономический кризис конца 1920-х — начала 1930-х, коснувшийся и Германии, только укрепил эти настроения и позволил прийти к власти в стране в начале 1933 года нацистам во главе с Гитлером. Новые власти немедленно установили тоталитарный режим. Одним из первых шагов их правительства был вывод Германии из Лиги Наций, которую немецкая делегация покинула уже 20 октября 1933 года. Фактически гитлеровским правительством был заложен курс на восстановление Германской Империи, но без монархии, а с вождизмом и реваншизмом. Поэтому было естественным, что врагами немцев на международной политической арене должны были стать всё те же страны-победительницы в Первой мировой войне и прежде всего Великобритания и Франция. Первостепенным для Гитлера стал также план нового передела Европы и ликвидации мирового порядка, установленного с образованием Лиги Наций, присоединение к Германии всех немецкоговорящих территорий в Европе, (Австрия, Судеты, Эльзас и Лотарингия, Силезия и Западная Пруссия), а в перспективе и захват большей части Европейского континента.

### Италия
Эта страна была одной из победительниц в Первой мировой войне, входила в союз Антанты, являлась одним из государств-создателей Лиги Наций. Однако участие в той войне обернулось для Италии большими потерями и финансовым разорением. К 1919 году страна оказалась в тяжелейшем экономическом кризисе. По итогам войны Италии отошли некоторые территории бывшей Австро-Венгерской империи, однако итальянцы получили не всё, что желали и что обещали им союзники. На фоне всего этого в стране начали расти националистические настроения. Вокруг итальянских ветеранов войны стали зарождаться первые политические и военно-националистические организации правого толка, в будущем ставшие фашистскими. Например, один из участников войны, поэт и политический деятель Габриеле д’Ануццио, вдохновлённый историей Италии, величием Римской империи, основал так называемое движение сквадристов, которые в 1919 году захватили хорватский город Риеку, объявив эти территории исконно итальянскими и основав там самопровозглашённую Республику Фиуме.
В это же время в националистические движения Италии влился и Бенито Муссолини, который при поддержке д’Ануццио основал крайне правое политическое движение, названное фашистским и стал его лидером. Итальянские фашисты пришли к власти в стране в 1922 году и установили тоталитарный режим. Первоначально, отношения с бывшими союзниками по Антанте у Италии были довольно хорошими, тогда как с Германией они обострились в 1934 году, после попытки путча в соседней с Италией Австрии. Однако уже после Второй итало-эфиопской войны 1935—1936 годов, которая провозглашалась фашистами, как один из этапов восстановления «Величия Вечного Рима», основания новой Римской империи, а фактически желания сделать большую часть Средиземноморского региона итальянскими владениями, Италия была подвергнута резкой критике и санкциям со стороны Лиги Наций, но в июле 1936 года Лига Наций отменила эти санкции. В дальнейшем отношения с Великобританией и Францией становились всё более прохладными, тогда как с Германией наоборот, началось сближение, закреплённое в ноябре 1937 года вхождением Италии в Антикоминтерновский пакт, после чего Италия, также как и Германия четырьмя годами ранее, вышла из Лиги Наций 11 декабря 1937 года. Вследствие наметившегося потепления политических взаимоотношений между Москвой и Берлином союз Италии с Германией был подтверждён 22 мая 1939 года Стальным пактом, уже не содержащим упоминания СССР или Коминтерна в качестве врага.

### Япония
Ещё со времён Средневековья эта страна позиционировала себя как экспансионистская и милитаристская держава, где военные были всегда уважаемым и привилегированным классом. Обладающая скромными природными ресурсами, Япония стремилась к захвату соседних территорий и прежде всего богатых ресурсами Китая и Кореи. Постепенно, после промышленной революции второй половины XIX века, Япония стала самым промышленно- и военно-развитым государством в Юго-Восточной Азии и надеялась установить полный колониальный контроль в этом регионе. В Первую мировую войну Япония вступила на стороне стран «Антанты», видя в них сильного союзника и желая получить германские колонии в Китае. После окончания войны к Японии отошли многие германские колонии в Юго-Восточной Азии, например город Циндао, расположенный на территории Китая. Однако к 1920-м годам в Японии стали возрастать настроения крайнего национализма и милитаризма, всё больше проникавшие в правительство. В военных кругах стало популярным настроение, что «Великая Японская империя словно восходящее солнце должна озарить своим светом всю Азию» и должна стать владычицей всей Юго-Восточной Азии, включая Китай, Индокитай и даже Австралию и Океанию. С этой территории должны быть изгнаны все «европейские варвары», а их колонии должны перейти под контроль японцев. В то время Индокитай являлся колонией Франции, Ост-Индия колонией Нидерландов, Австралия и Новая Зеландия доминионами Великобритании, к тому же на территории некоторых китайских городов имелись концессии многих европейских держав. Воспользовавшись гражданской войной в Китае, японцы в 1931 году захватили Маньчжурию (территория Китая), образовав там марионеточное прояпонское государство Маньчжоу-го. Военная интервенция японцев в Китай вызвала резкую критику в Лиге Наций, вследствие чего японская делегация 27 марта 1933 года публично покинула заседание и страна вышла из этой международной организации.
Таким образом к середине 1930-х годов сформировались три основных государства, желавших осуществить передел мирового порядка, установленного после Первой мировой войны и закреплённого Версальским договором (контроль за соблюдением этого порядка возлагался на Лигу Наций).
Уже в 1920-х годах между Германией и Японией были установлены тесные дипломатические отношения, существенно укреплённые после прихода к власти в Германии Гитлера. Видя в Германии единственного европейского союзника, способного одобрить их действия в Азии, японцы придавали этим отношениям очень высокую оценку. В свою очередь, Германии нужен был надёжный союзник в Юго-Восточной Азии. Схожие националистические и антикоммунистические государственные позиции двух стран привели к установлению союзнических отношений.
К 1937 году между Германией и Италией, в том числе и на фоне гражданской войны в Испании, где оба государства оказывали военную помощь генералу Франко и испанским националистам, начали налаживаться двухсторонние отношения. В 1937 году Муссолини посетил Берлин с официальным визитом, где его встречали как почётнейшего гостя. В том же 1937 году Италия присоединилась к Антикоминтерновскому пакту Германии и Японии.
Таким образом союз стран «оси» первоначально был основан на германо-японском Антикоминтерновском пакте и германо-итальянском Стальном пакте, а полностью оформился 27 сентября 1940 года, когда Германия, Италия и Япония подписали Тройственный пакт о разграничении зон влияния при установлении «нового порядка» и военной взаимопомощи. Позднее к пакту присоединились Венгрия, Румыния, Болгария и Таиланд, а также марионеточные государства, созданные Германией и Японией.
Часто странами «оси» называют все государства, вступившие в войну со странами антигитлеровской коалиции, независимо от подписания ими пакта.

## Экономические и военно-политические связи стран «оси»
Берлинский пакт подразумевал военное и экономическое сотрудничество. Основным поставщиком сырья и готового вооружения для европейских союзников являлся Третий рейх. Япония из-за своего географического положения была в некоторой изоляции, но, имея собственную высокоразвитую промышленность и огромные ресурсы захваченного Китая, обходилась своими силами.

## Страны «оси»
В скобках указана дата вступления в войну на стороне стран «оси» (против стран антигитлеровской коалиции) и дата выхода из войны.
Основные члены

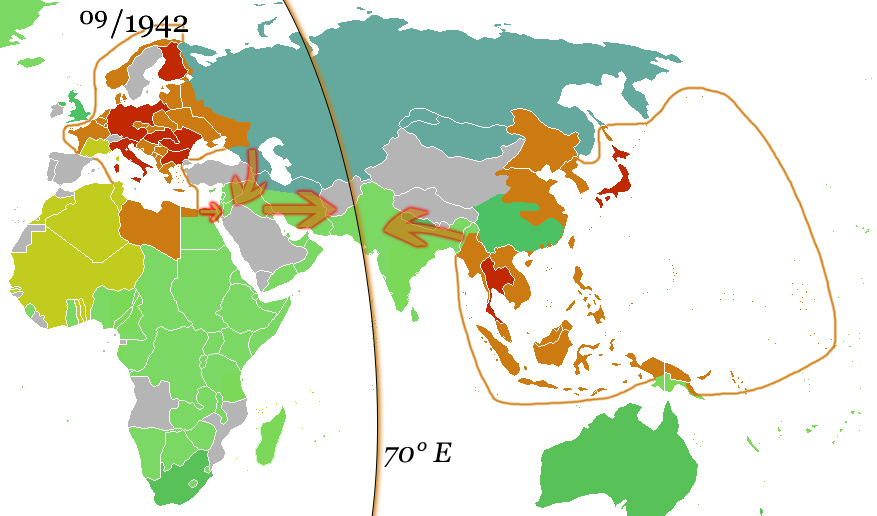
Согласованное Третьим рейхом и Японской империей разделение Евразии по 70° восточной долготы

- Нацистская Германия (1 сентября 1939 — 8 мая 1945)
- Королевство Италия (10 июня 1940 — 3 сентября 1943)
- Япония (7 декабря 1941[Прим. 1] — 2 сентября 1945)
- Королевство Румыния (22 июня 1941 — 23 августа 1944)
- Королевство Венгрия (11 апреля 1941 — 15 октября 1944)
- Царство Болгария (19 апреля 1941[Прим. 2] — 9 сентября 1944)
- Королевство Таиланд (25 января 1942[Прим. 3] — 16 августа 1945[3])
- Королевство Югославия (25—27 марта 1941[Прим. 4])

Сателлиты
 Германии:
- Первая Словацкая республика (1 сентября 1939 — 4 апреля 1945)
- Независимое государство Хорватия (15 июня 1941 — 8 мая 1945)

 Италии (до 3 сентября 1943):
- Албанское королевство (с 12 апреля 1939)
- Королевство Черногория (с 5 мая 1941)
- Независимое государство Хорватия (с 15 июня 1941)

 Японии:
- Великая восточноазиатская сфера сопроцветания

Режимы, претендовавшие на преемственность от бывших членов блока
- Итальянская социальная республика (23 сентября 1943 — 25 апреля 1945)
- Венгерское государство (17 октября 1944 — 7 мая 1945)

## Союзники стран «оси»
В скобках указана дата вступления в войну на стороне стран «оси» (против стран антигитлеровской коалиции) и дата выхода из войны.
- Финляндия (25 июня 1941 — 19 сентября 1944) считала себя самостоятельной стороной конфликта; эта позиция поддерживается некоторыми финскими историками и сегодня[4][5]. Независимые историки обычно причисляют Финляндию к странам «оси»[6][7][8]. После тяжёлых сражений летом 1944 года Финляндия решила выйти из войны и состава германской коалиции, заключив перемирие с СССР 19 сентября 1944 года (см. Советско-финская война (1941—1944)).
- Королевство Ирак (2—31 мая 1941) в ходе кратковременной англо-иракской войны, после государственного переворота под руководством Рашида Али аль-Гайлани, когда Ирак запросил помощи у Германии и Италии. Прибывшего соединения германской и итальянской авиации для помощи иракским войскам оказалось недостаточно, и к 31 мая мятеж был подавлен.

## Коллаборационистские правительства и администрации на оккупированных Германией территориях
- Французское Государство (с 11 ноября 1942 до 25 августа 1944). После оккупации Южной Франции Германией в 1942 году власть режима Виши стала чисто номинальной, выполняя исключительно административные функции. В 1943 году при содействии Германии правительство Виши сформировало французскую милицию, принявшую участие в сопротивлении высадке союзников во Францию. После 25 августа правительство Виши было вывезено в Германию, где было сформировано правительство в изгнании, существовавшее до 22 апреля 1945 года.
- Греческое государство с 30 апреля 1941 по 12 октября 1944
- Сербия (режим Недича)
- Норвегия (режим Квислинга)
- Нидерланды (режим Мюссерта)
- Венгерское государство (режим Салаши) (с 16 октября 1944 года)

## Территории, оккупированные и аннексированные Третьим рейхом
- Австрия →  Остмарк;
- Саар →  Вестмарк;
- Польша:
  - Генерал-губернаторство;

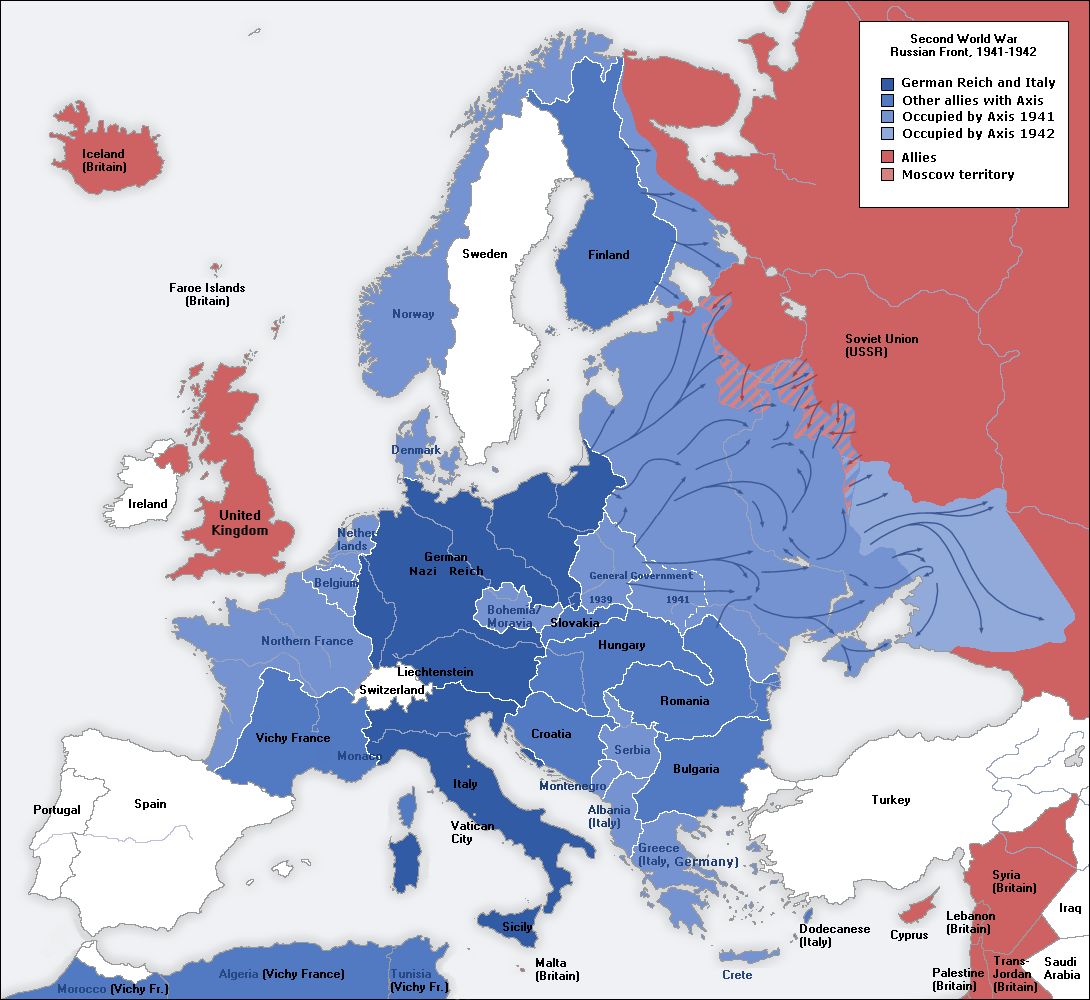
Германия и её сателлиты в период их максимальной территориальной экспансии в Европе

  -  Вольный город Данциг (Гданьск);
  - Вартеланд (Познань);
  - Дистрикт Галиция;
- Чехословакия:
  -  Протекторат Богемии и Моравии (с 15 марта 1939 года);
  -  Рейхсгау Судетенланд (Судетская область);
- Люксембург;
- Дания;
- Нормандские острова;
- Бельгия (генерал-губернатор Фалькенхаузен);
- Франция (оккупированные земли, включая Эльзас и Лотарингию);
- Албания c 8 сентября 1943 года;
- Итальянская социальная республика с 23 сентября 1943 года;
- Части бывшей Югославии:
  -  Недичевская Сербия (включая Банат) — марионеточный режим Недича с 1 сентября 1941 года;
  - Нижняя Каринтия и Нижняя Штирия;
  -  Словенское домобранство (до 1943 года подчинялись Италии, затем Германии);
  -  Черногория — марионеточный режим Вуксановича с 8 сентября 1943 года
  -  Независимая республика Македония с 8 сентября 1944 года;
- Восточные рейхскомиссариаты:
  - Украина;
    -  Украинское государство (предполагалось как марионеточное государство, но было ликвидировано по требованию Гитлера)

  - Остланд (Прибалтика и Белоруссия);
    -  Белорусская центральная рада (с 27 июня 1944 года — Белорусская Народная Республика)
    - Республика Зуева
    - Республика Россоно

  - Кавказ;
  - Московия.
    -  Локотская республика (Локотское самоуправление)

## Марионеточные государства на территориях, занятых Японией
- Маньчжоу-го (с 7 июля 1937 до 15 августа 1945);
- Мэнцзян (с 1 сентября 1939 до 15 августа 1945);
- Китайская республика (Режим Ван Цзинвэя) (с 30 марта 1940 до 15 августа 1945);
- Государство Бирма (с 1 августа 1943 до 27 марта 1945);
- Вторая Филиппинская Республика (с 14 октября 1943 до 15 августа 1945);
- Вьетнамская империя (с 11 марта 1945 до 15 августа 1945);
- Королевство Кампучия (с 9 марта 1945 до 15 августа 1945);
- Государство Лаос (с 8 апреля 1944 до 15 августа 1945);

## Территории, оккупированные и аннексированные Италией
- Провинция Любляна (с 3 мая 1941)
- Корсика (с 11 ноября 1942)
- Губернаторство Далмация (с 17 апреля 1941)
- Итальянская оккупационная зона во Франции (с 25 июня 1940)
- Итальянская оккупационная зона в Греческом государстве (с 30 апреля 1941)
- Итальянская оккупационная зона в Независимом государстве Хорватия (с 10 апреля 1941)

Итальянская колониальная империя:
- Итальянские острова Эгейского моря
- Итальянская Ливия
- Итальянская Восточная Африка
  - Итальянское Сомали (бывш. Британское Сомали) (с 19 августа 1940 по 16 марта 1941)

## Марионеточные государства на территориях, занятых Италией
- Албанское королевство
- Королевство Черногория (режим Дрлевича) (с 12 июля 1941)

## Нейтральные и дружественные страны
- Союз Советских Социалистических Республик (с 23 августа 1939 по 22 июня 1941)

СССР до своего открытого военного столкновения с Германией 22 июня 1941 года вёл свои собственные захватнические войны, преследуя свои геополитические цели и интересы, играя на противоречиях двух основных противоборствующих коалиций (стран антигитлеровской коалиции и германской коалиции стран «оси»). 23 августа 1939 года между Германией и СССР был подписан договор о ненападении, секретная часть которого разграничивала сферы влияния государств-подписантов в Европе. Уже в сентябре 1939 года были развязаны совместные боевые действия Германии и СССР против Польши, положившие начало Второй мировой войне, где Вермахт и РККА выступили практически как союзники.
В предвоенный период конца 1930-х годов между СССР и Германией были налажены активные экономические взаимоотношения и торговля. В 1940 году шли переговоры о возможном присоединении СССР к пакту стран «оси» («пакт четырёх держав»), однако непомерные (по мнению Гитлера) геополитические аппетиты Сталина в итоге не позволили ему присоединиться к пакту четырёх держав и привели к войне германской коалиции государств против СССР, на стороне находившегося практически в полной международной изоляции СССР выступили только марионеточные просоветские режимы Монголии и Тувы (последняя присоединилась к Советскому Союзу в 1944 году). Начавшаяся в 1941 году война между СССР и Германией естественным образом прекратила всякое взаимное сотрудничество двух сторон и предопределила присоединение СССР к блоку антигитлеровской коалиции вместе с Францией, США и Великобританией. Ибо нежелание распространения германского геополитического влияния на всю Европу и Евразию подтолкнули страны антигитлеровской коалиции рассмотреть СССР (волею обстоятельств оказавшегося противником германской экспансии) в качестве естественного союзника в борьбе с Германией, что побудило Англию и США начать оказывать всевозможную военную помощь СССР в войне против Германии, а Советский Союз также оказался среди стран антигитлеровской коалиции, в итоге сыграв решающую роль в её победе.
- Французское Государство (с 10 июля 1940 до 11 ноября 1942)

Формально вишистская Франция сохраняла нейтралитет и являлась государством-правопреемником Французской республики, однако будучи практически марионеточным государством поддерживала с Германией тесное экономическое и иное сотрудничество; подчиняющиеся правительству Виши вооружённые силы принимали участие в боевых действиях против антигитлеровской коалиции на территориях некоторых колоний (см. Мадагаскарская операция, Сенегальская операция, Сирийско-Ливанская операция, Габонская операция). После оккупации Южной Франции Германией в 1942 году власть режима Виши стала чисто номинальной, выполняя исключительно административные функции.
- Королевство Швеция

Во время войны Швеция соблюдала нейтралитет, оказывая явное предпочтение Германии, которой помогала кредитами и поставками вооружений. Это практически единственное государство, обеспечивавшее Германию заграничными поставками железной руды после того, как Англия установила блокаду немецких портов.
Известны артиллерийские разработки фирмы Bofors, начавшей в своё время одной из первых выпускать зенитные орудия. На этой фирме во времена действия ограничений, наложенных Версальскими соглашениями, фирма «Крупп» разработала первые образцы зенитных орудий 8,8 cm FlaK 18. На начальном этапе войны на Восточном фронте это было основное орудие, способное эффективно поражать советские танки Т-34 и КВ-1. В войсках она получила название «восемь-восемь» и в модернизированном варианте его скорострельность достигала 25 выстрелов в минуту.
1 декабря 1939 года в Стокгольме была начата запись добровольцев в финскую армию, но уже в середине февраля 1940 года стало ясно, что возможности Финляндии оказывать сопротивление Красной армии на исходе. Германия настоятельно советовала финнам прекратить сопротивление, и в случае их упорства высказывала опасения возможными последствиями распространения военных действий на всю Скандинавию. Это произвело на Швецию соответствующий эффект, и она отказалась пропустить через свою территорию вооружённую помощь Англии и Франции, тем самым косвенно способствуя прекращению войны на этом фронте.
- Франкистская Испания

Хотя режим Франко был полностью обязан своей победой в гражданской войне военной помощи со стороны Германии и Италии, Испания не объявляла войны странам антигитлеровской коалиции. Однако правительством Испании была сформирована «Голубая дивизия» (исп. Divisiòn Azul), состоящая из почти 20 тысяч добровольцев, дивизия воевала на Восточном фронте на стороне Гитлера. В июле 1943 года Испания заявила о своём нейтралитете, а 20 октября Франко принял решение о выводе этой дивизии с фронта и расформировании соединения; тем не менее часть добровольцев осталась на фронте и вступила в Испанский батальон СС.
- Швейцарская Конфедерация

Несмотря на нейтралитет Швейцарии, в ходе Второй мировой войны её правительство регулярно испытывало на себе давление как со стороны держав «оси», так и со стороны союзников. Каждая из заинтересованных сторон стремились использовать положение страны в своих интересах и в то же время противодействовать интересам противника. Причём изменение ситуации на фронтах соответственно влияло и на интенсивность внешнеполитических воздействий.
Уже во время войны около 2200 швейцарских граждан служили добровольцами в вермахте и СС.
Несмотря на имеющуюся напряжённость в отношениях, Швейцария очевидно была полезнее для Германии в качестве партнёра, чем в качестве врага.
По железным дорогам Швейцарии перевозились немецкие и итальянские военные грузы.
В военном смысле, несмотря на декларируемую политику нейтралитета, Швейцарская Конфедерация ограниченно сотрудничала с нацистской Германией: по секретному соглашению с вермахтом, Швейцария отправила несколько медицинских миссий на германо-советский фронт. Целью врачей было лечение немецких раненых в госпиталях на оккупированных территориях СССР. Уже во время войны это сотрудничество было осложнено сведениями о военных преступлениях, свидетелями которых стали швейцарские врачи.
Находящаяся в центре Европы Швейцария, будучи нейтральной страной, была удобным местом для организации там легальных и нелегальных резидентур. Например, военная разведка РККА имела в стране целых три независимые сети (с одной из которых сотрудничал Шандор Радо). Резидентуры разведуправления РККА, работавшие в Швейцарии, проходили в гестапо по делу «Красная капелла» и рассматривались германской контрразведкой как часть единой советской разведывательной сети в Западной Европе.
- Королевство Афганистан

Сохраняло нейтралитет из-за невыгодного геополитического расположения между Советским Союзом и союзнической Британской Индией. На протяжении всей войны в Афганистане шла борьба разведок. Советской разведке удалось нейтрализовать действия немецкой и итальянской разведок, сохранить Афганистан в качестве нейтральной страны и укрепить влияние СССР в этом регионе. После второй мировой войны Афганистан оказался в советской сфере влияния. Германия планировала подорвать позиции Англии в Индии путём провоцирования выступлений племён в Афганистане. В начале 1944 года в Восточной провинции началось восстание пуштунов, однако Германия к тому времени терпела поражения от Советской армии и ей было не до событий в Азии. Тем более, что к тому времени усилиями советских и британских спецслужб активное ядро германской резидентуры в Афганистане было нейтрализовано. Восстание 1944—1945 годов историками не рассматривается как часть Второй мировой войны.
- Княжество Лихтенштейн

Сохраняло нейтралитет вместе со Швейцарией, однако в последний месяц войны правительство Лихтенштейна пропустило на свою территорию остатки частей 1-й Русской национальной армии под командованием генерала Б. А. Смысловского, воевавших на стороне вермахта, предоставив им защиту и отказавшись выдать её военнослужащих союзникам по антигитлеровской коалиции.
- Португалия

Португалия во Второй мировой войне объявила о своём нейтралитете непосредственно с сентября 1939 года и сохраняла его на протяжении всей войны. При этом страна активно торговала вольфрамом и другими полезными ископаемыми и ресурсами с обеими воюющими сторонами.
- Тибетское государство

Несмотря на торговую и внешнеполитическую ориентацию Тибета на Японию, и на желание Японии включить Тибет в так называемую Сферу всеобщего процветания, Тибет так и сохранил свой нейтралитет. Однако японцами были напечатаны тибетские деньги, советником по делам Тибета японского правительства был приглашён Аоки Бункё, который 20 лет до этого переводил на тибетский японские военные руководства. Капитуляция Японии в 1945 году положила конец этим планам.

### Комментарии
1. ↑  Япония нападает на Китай 7 июля 1937 года; после 7 декабря 1941 Японо-китайская война становится частью Второй мировой войны.
2. ↑  19 апреля 1941 части болгарской армии без объявления войны пересекли границы с Югославией и Грецией и оккупировали территории в Македонии и Греческой Фракии. 13 декабря 1941 года Болгария объявила войну США и Великобритании.
3. ↑  21 декабря 1941 года было подписано соглашение о военном союзе между Таиландом и Японией, а 25 января 1942 Таиланд объявил войну США и Великобритании.
4. ↑  25 марта правительство Королевства Югославии подписывает Венский протокол о присоединении к Берлинскому пакту 1940 года. 27 марта правительство было свергнуто в результате государственного переворота. Сформированный новым премьер-министром Югославии кабинет Симовича отказался ратифицировать договор о вступлении страны в Берлинский пакт. 6 апреля 1941 Германия с союзниками вторгается на территорию Югославии и оккупирует её.
5. ↑  Являлись де-факто марионеточными государствами, созданными Третьим Рейхом на части территории бывших союзников.